# 真教杉田
真教 杉田（まきょう すぎた、1981年6月19日 - ）は、日本のプロボクサー。本名は杉田 真教（すぎた まさのり）。愛知県名古屋市出身。東邦高等学校卒。日本人として初めて、WBCの世界ユース王座を獲得した。

## 来歴
- 1999年、全国高等学校ボクシング選抜大会バンタム級に出場し、優勝。アマチュアでは17戦15勝(11KO)2敗の戦績を残した。のちに天熊丸木ジムに入門。
- 1999年11月21日、プロデビュー戦で橋本健治に3RKO勝ち。
- 2002年6月9日、11戦11勝9KOでWBC世界スーパーバンタム級ユース王座にパークアリーナ小牧で挑戦し、アネス・デミューハに4RKO勝ちで王座を獲得。
- 2003年12月28日、1度タイトル防衛の他ノンタイトル戦2戦2勝の15戦15勝で、前OPBF東洋太平洋バンタム級王者ジェス・マーカ（フィリピン）とのパークアリーナ小牧でのノンタイトル戦で、10R判定で敗れ初黒星。
- 2004年4月25日、ジェス・マーカに再度パークアリーナ小牧で試合をし、引き分けとなった。その後ユース王座を返上した[1]。
- 2004年7月3日、日本フェザー級9位のサンダー伊藤との試合で、8R負傷判定引分で2連続引き分けとなった。
- 2005年4月3日、その後2戦2勝で名古屋市公会堂にWBCスペイン語圏フェザー級王者サムエル・ベントゥーラ（メキシコ）を迎えてのノンタイトル戦で、4RKO勝ち。
- 2006年、畑中ジムに移籍。それとほぼ同時にリングネームを、本名から現在の「真教杉田」に改めた。
- 2006年7月16日、移籍初戦でフェザー級に階級を上げ、韓国フェザー級王者金智勲を名古屋国際会議場イベントホールに迎えて対戦し、10R判定勝ち。
- 2007年9月15日、その後3連勝でOPBF東洋太平洋フェザー級王者榎洋之に後楽園ホールで挑戦。初の愛知県外の試合となったが12R判定0-3で敗れ2敗目を喫した。
- 2008年10月18日、愛知県で復帰戦を行い1戦1勝で榎が返上し空位となった東洋太平洋フェザー級王座決定戦を、後楽園ホールにて、細野悟と行うが12R判定0-3で敗れ戴冠ならず。この試合を最後に引退。